# Original net anime
Original net anime (オリジナル・ネット・アニメ?, orijinaru netto anime, lett. "anime originale per la rete"), abbreviato in ONA e detto anche web anime (ウェブ・アニメ?, webu anime, lett. "anime per il web"), è un'espressione giapponese usata per indicare gli anime pubblicati esclusivamente in streaming su Internet e web TV. A parte qualche eccezione, gli ONA non vengono mai trasmessi in televisione.

## Storia
Il termine è stato usato per la prima volta in Giappone nel 2001 dagli autori dilettanti dell'episodio pilota della serie Lingerie Senshi Papillon Rose, poi mai realizzata. Gli ONA si sono diffusi da subito grazie soprattutto a giovani autori che hanno pubblicato in rete i loro lavori amatoriali, ma anche grazie a diverse case di produzione che hanno scelto di promuovere alcune loro opere diffondendole inizialmente online, come nel caso dell'AIC con la serie di 23 episodi Maho Yūgi del 2002, o di Sunrise che nel 2006 ha pubblicato in rete i tre episodi di Mobile Suit Gundam SEED C.E. 73: Stargazer prima di distribuirli in DVD.